# Team Saxo Bank/2010
Deze pagina geeft een overzicht van de Team Saxo Bank-wielerploeg in 2010.

## Algemeen
Sponsor: Saxo Bank
Algemeen manager: Bjarne Riis
Ploegleiders: Dan Frost, Bradley McGee, Lars Michaelsen, Torsten Schmidt
Fietsmerk: Specialized

## Renners
| Naam                  | Geboortedatum | Nationaliteit       | Ploeg 2009          |
| --------------------- | ------------- | ------------------- | ------------------- |
| Jonathan Bellis       | 16-08-1988    | Verenigd Koninkrijk |                     |
| Matti Breschel        | 31-08-1984    | Denemarken          |                     |
| Fabian Cancellara     | 18-03-1981    | Zwitserland         |                     |
| Baden Cooke           | 12-10-1978    | Australië           | Vacansoleil         |
| Laurent Didier        | 19-07-1984    | Luxemburg           | Team Designa Køkken |
| Jakob Fuglsang        | 22-03-1985    | Denemarken          |                     |
| Juan José Haedo       | 26-01-1981    | Argentinië          |                     |
| Lucas Sebastian Haedo | 18-04-1983    | Argentinië          |                     |
| Frank Høj             | 04-01-1973    | Denemarken          |                     |
| Jonas Aaen Jørgensen  | 20-04-1986    | Denemarken          | Team Capinordic     |
| Dominic Klemme        | 31-10-1986    | Duitsland           |                     |
| Kasper Klostergaard   | 22-05-1983    | Denemarken          |                     |
| Gustav Larsson        | 20-09-1980    | Zweden              |                     |
| Anders Lund           | 14-02-1985    | Denemarken          |                     |
| Jarosław Marycz       | 17-04-1987    | Polen               |                     |
| Michael Mørkøv        | 30-04-1985    | Denemarken          |                     |
| Stuart O'Grady        | 06-08-1973    | Australië           |                     |
| Richie Porte          | 30-01-1985    | Australië           | Praties             |
| Alex Rasmussen        | 09-06-1984    | Denemarken          |                     |
| Andy Schleck          | 10-06-1985    | Luxemburg           |                     |
| Fränk Schleck         | 15-04-1980    | Luxemburg           |                     |
| Chris Anker Sørensen  | 05-09-1984    | Denemarken          |                     |
| Nicki Sørensen        | 14-05-1975    | Denemarken          |                     |
| André Steensen        | 12-10-1987    | Denemarken          |                     |
| Jens Voigt            | 17-09-1971    | Duitsland           |                     |

## Belangrijke overwinningen
| Jayco Bay Cycling Classic 4e etappe: Baden Cooke Ronde van Oman Eindklassement: Fabian Cancellara Ronde van Andalusië 4e etappe: Alex Rasmussen Dwars door Vlaanderen Winnaar: Matti Breschel Ronde van Catalonië 4e etappe: Jens Voigt 7e etappe: Juan José Haedo E3 Prijs Vlaanderen Winnaar: Fabian Cancellara Ronde van Vlaanderen Winnaar: Fabian Cancellara Rund um Köln Winnaar: Juan José Haedo Parijs-Roubaix Winnaar: Fabian Cancelarra | Ronde van Romandië 3e etappe: Richie Porte GP Herning Winnaar: Alex Rasmussen Vierdaagse van Duinkerken 1e etappe: Alex Rasmussen 3e etappe: Alex Rasmussen Ronde van Italië 8e etappe: Chris Anker Sørensen 21e etappe: Gustav Larsson Jongerenklassement: Richie Porte Ronde van Luxemburg 2e etappe: Fränk Schleck Critérium du Dauphiné 2e etappe: Juan José Haedo Ronde van Zwitserland 1e etappe: Fränk Schleck 13e etappe: Fränk Schleck Eindklassement: Fränk Schleck | Nationale kampioenschappen Zweden (tijdrit): Gustav Larsson Ronde van Madrid 1e etappe: Gustav Larsson Ronde van Frankrijk Proloog: Fabian Cancelarra 8e etappe: Andy Schleck 17e etappe: Andy Schleck 19e etappe (tijdrit): Fabian Cancelarra Jongerenklassement: Andy Schleck Ronde van Denemarken 3e etappe: Matti Breschel Eindklassement: Jakob Fuglsang Ronde van de Limousin 4e etappe: Gustav Larsson Eindklassement: Gustav Larsson Wereldkampioenschappen Wegtijdrit: Fabian Cancelarra |

1998 · 1999 · 2000 · 2001 · 2002 · 2003 · 2004 · 2005 · 2006 · 2007 · 2008 · 2009 · 2010 · 2011 · 2012 · 2013 · 2014 · 2015 · 2016
AG2R-La Mondiale · Astana · Caisse d'Epargne · Euskaltel-Euskadi · Footon-Servetto-Fuji · Française des Jeux · Team Garmin-Transitions · Team HTC-Columbia · Katjoesja · Lampre-Farnese Vini · Liquigas-Doimo · Team Milram · Omega Pharma-Lotto · Quick·Step · Rabobank · Team RadioShack · Team Saxo Bank · Team Sky